# Уайлд, Майкл
Майкл Уайлд (англ. Michael Wild, род. 27 марта 1981 года, Англия) — английский профессиональный игрок в снукер. Участник 1/16 Открытый чемпионат Европы по снукеру.

## Финалы турниров

### Финалы любительских турниров: 2 (1 побед, 1 поражение)
| Результат | №  | Год  | Турнир                             | Соперник по финалу | Счёт |
| --------- | -- | ---- | ---------------------------------- | ------------------ | ---- |
| Финалист  | 1. | 2007 | Pontin’s International Open Series | Мэттью Коуч        | 3–6  |
| Чемпион   | 2. | 2015 | Чемпионат Европы по снукеру        | Джими Кларк        | 7–4  |

## Победы над игрокам Топ-10
| Дата         | Игрок       | Рейтинг | Турнир                                   | Стадия  | Счёт | Рейтинг Уайлда |
| ------------ | ----------- | ------- | ---------------------------------------- | ------- | ---- | -------------- |
| 2015/2016    |             |         |                                          |         |      |                |
| октябрь 2015 | Джадд Трамп | 7       | International Championship, Дацин, Китай | Квалиф. | 6:0  | А              |